# آرا مازمانیان
آرا مازمانیان (انگلیسی: Art Mazmanian؛ زادهٔ ۱ مهٔ ۱۹۲۷) بازیکن بیس‌بال ارمنی‌تبار اهل ایالات متحده آمریکا است.
وی از دانشگاه کالیفرنیای جنوبی فارغ‌التحصیل شده‌است.
این بازیکن سابقه بازی در تیم نیویورک یانکیز، و مربیگری سنت لوئیس کاردینالز را در کارنامه دارد. وی در ۲۲ مارس ۲۰۱۹ درگذشت.